# Cao Phong Nguyên Diệu
Cao Phong Nguyên Diệu (chữ Hán: 高峰原妙, ja. Kōhō Genmyō; 1238-1295), còn được tôn xưng là Cao Phong Diệu Tổ (高峰妙祖), là một thiền sư Trung Quốc thời Nam Tống.

## Hành trạng
Sư nguyên họ Từ (徐), tự là Cao Phong (高峰), sinh ngày 23 tháng 3 (âm lịch) năm Mậu Tuất 1238, nhằm niên hiệu Gia Hy thứ 2, đời vua Tống Lý Tông triều Nam Tống, nguyên quán huyện Ngô Giang, phủ Tô Châu (thuộc tỉnh Giang Tô ngày nay).
Năm 15 tuổi, sư phát tâm xuất gia, đến năm 17 tuổi thọ Cụ túc, khi tròn 18 tuổi theo học với Đại sư Pháp Trụ ở chùa Mật Ấn về giáo pháp Thiên Thai và ngộ được ý chỉ. Sau, Sư chuyên tâm tham mộ thiền pháp nên đã đến cầu đạo với Thiền sư Đoạn Kiều Diệu Luân, tuy nhiên chưa tìm được sở đắc.
Sư đến pháp hội của Tổ sư Tuyết Nham Tổ Khâm để nhập chúng tu thiền. Biết Sư là bậc Long tượng sẽ phát dương quang đại cho thiền lâm sau này, nên Tổ sư đặc biệt chú ý giáo hoá. Mấy lần, Sư vừa mở miệng chưa kịp tham vấn đã bị Tổ sư Tuyết Nham đánh một gậy rồi đuổi ra, nhân khi đọc được bài "Chơn tán" của Tổ sư đời thứ 10 Tông Lâm Tế là Pháp Diễn, Sư lãnh ngộ được yếu chỉ của việc bị đánh một gậy trên nên càng chú tâm hầu cận với Tổ sư Tuyết Nham.
Một hôm, Tổ sư hỏi: "Đất trời bao la, ông có thể làm chủ được không ?"
Sư thưa: "Dạ được ! ".
Tổ sư lại hỏi: "Lúc nằm mộng, ông làm chủ được không ?"
Sư thưa: "Dạ được ! ".
Tổ sư hỏi tiếp: "Vậy chính ngay lúc ngủ say, không mộng, không tưởng, không thấy, không nghe thì chủ nhân ông ở chỗ nào ?"
Sư không đáp được, liền xin vào núi Long Tu quán xét suốt 5 năm. Đến năm Kỷ Tỵ (1269), nhân hôm nọ, người bạn đồng tu bên cạnh làm rơi chiếc gối xuống đất, Sư chợt nghe thấy tiếng động này liền bỗng nhiên triệt ngộ và liền nói kệ:
Chốn cũ người xưa vẫn còn đây
Nào hay diện mục chẳng đổi thay.
Sau đó, sư đến gặp thiền sư Tổ Khâm trình kiến giải và được thầy ấn chứng là sư đã triệt ngộ. Từ đó, sư nối pháp của thiền sư Tuyết Nham Tổ Khâm, trở thành truyền nhân đời thứ 18 của Tông Lâm Tế, phái Hổ Khâu. 
Năm Kỷ Mão (1279) nhằm niên hiệu thứ 2, đời Tống đế Bính triều Nam Tống, Sư dựng một thảo am nhỏ ở hang Sư Tử trên núi Thiên Mục và đề hiệu là "Tử Quan", trong 15 năm không hề bước chân ra khỏi cửa. Thiền phong Sư vang khắp chốn, đồ chúng tìm đến tham học ngày càng đông.
Vào ngày mồng 1 tháng 12(âl) năm Ất Mùi 1295, nhằm niên hiệu Nguyên Trinh năm đầu, đời vua Nguyên Thành Tông, Sư thâu thần thị tịch, trụ thế 58 tuổi. Môn đồ lập tháp thờ Sư ở Tử Quan tại núi Thiên Mục.
Vua ban thụy hiệu cho Sư là Phổ Minh Quảng Tế Thiền sư.
Đệ tử nối pháp có Thiền sư Trung Phong Minh Bản.

## Tác phẩm
- Cao Phong Diệu thiền sư ngữ lục.
- Cao Phong Hòa thượng thiền yếu.